# Талалаївська волость (Ніжинський повіт)
Талалаївська волость — історична адміністративно-територіальна одиниця Ніжинського повіту Чернігівської губернії з центром у селі Талалаївка.
Станом на 1885 рік складалася з 18 поселень, 13 сільських громад. Населення — 10826 осіб (5427 чоловічої статі та 5399 — жіночої), 1920 дворових господарств.
|                     | Площа, десятин | У тому числі орної, дес. |
| ------------------- | -------------- | ------------------------ |
| Сільських громад    | 9893           | 7498                     |
| Приватної власності | 12350          | 7910                     |
| Іншої власності     | —              | —                        |
| Загалом             | 22243          | 15408                    |

Основні поселення волості:
- Талалаївка — колишнє державне та власницьке село при річці В'юниця за 12 версти від повітового міста, 3501 особа, 564 двори, православна церква, школа, 5 постоялих будинків, 2 лавки, 2 вітряних млини.
- Безуглівка — колишнє державне та власницьке село при річці Кропивка, 2526 осіб, 501 двір, православна церква, школа, 8 постоялих будинків, лавка.
- Дорогинка — колишнє державне та власницьке село при річці Удай, 1746 осіб, 322 двори, православна церква, школа, 4 постоялих будинки, 3 лавки, 2 вітряних млини, крупорушка, маслобійний і винокурний заводи.
- Кропивне — колишнє державне та власницьке село при річці Кропивка, 443 особи, 105 дворів, православна церква, постоялий будинок.
- Курилівка — колишнє державне та власницьке село при річці Кропивка, 507 осіб, 86 дворів, православна церква, школа, постоялий будинок, 3 вітряних млини.
- Пашківка — колишнє державне та власницьке село при річці Кропивка, 334 особи, 76 дворів, православна церква, постоялий будинок, вітряний млин, крупорушка, винокурний завод.
- Синяки — колишнє державне та власницьке село при річці Кропивка, 704 особи, 132 двори, православна церква, постоялий будинок.

1899 року у волості налічувалось 9 сільських громад, населення зросло до 14883 осіб (7396 чоловічої статі та 7497 — жіночої).